# أنت كل ما أريد في عيد الميلاد

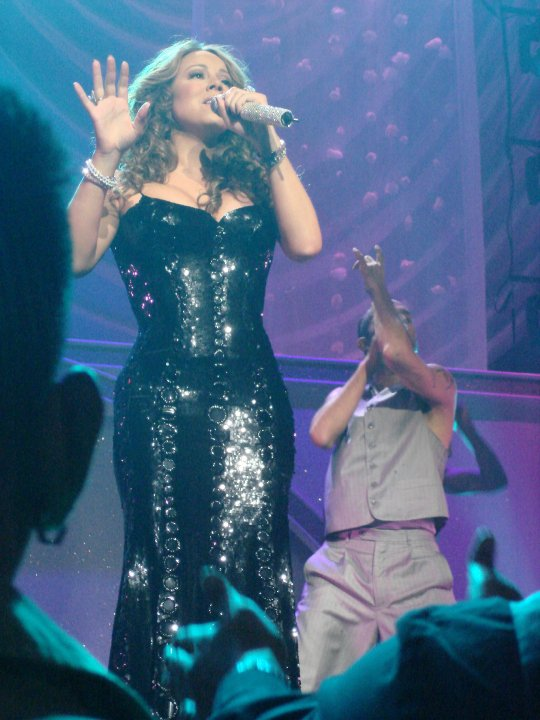
ماريا كاري تقدم عروض حية في لاس فيغاس.

أغنية (All I Want for Christmas Is You) «أنت كل ما أريد في عيد الميلاد» هي أغنية عيد الميلاد للمغنية وكاتبة الأغاني الأمريكية ماريا كاري. شاركت في كتابتها وإنتاجها مع والتر أفاناسييف لألبومها الاستوديو الرابع وأول ألبوم عطلة، عيد ميلاد سعيد (1994). أصدرتها شركة كولومبيا ريكوردز أغنيةً رئيسية للألبوم في 28 أكتوبر 1994. المسار أغنية حب (uptempo) تتضمن الأجراس، وغناء الجوقة والغناء المشترك.
منذ صدورها، قوبلت «أنت كل ما أريد في عيد الميلاد» بإشادة عالمية من النقاد، وصفتها صحيفة ذا نيويوركر بأنها واحدة من الإضافات الحديثة القليلة الجديرة بالاهتمام لفنون العطلات. إنه أكبر نجاح دولي لكاري، إذ تصدرت المخططات في 26 دولة متضمنةً أستراليا وكندا وفرنسا وألمانيا. سنة 2019، تصدرت قائمة أفضل 100 أغنية للمرة الأولى، بعد 25 عامًا من إصدارها الأصلي، وبذلك حطمت العديد من الأرقام القياسية، متضمنةً أطول رحلة إلى المركز الأول. في العام التالي، تصدرت أيضًا المخططات في المملكة المتحدة للمرة الأولى، وأمضت 69 أسبوعًا ضمن أعلى 40 مركزًا قبل بلوغ الصدارة. مع مبيعات تقدر بأكثر من 17 مليون نسخة، تعد أغنية عيد الميلاد الأكثر مبيعًا لفنانة، وواحدة من أفضل الأغاني الفردية مبيعًا على الإطلاق . .بحلول عام 2017، ورد أنها كسبت 60 مليون دولار من حقوق البث.
صُوّر مقطعا فيديو موسيقيين للأغنية. يعرض الفيديو الأساسي لقطات مأخوذة من فيلم منزلي محبب لكاري وكلابها وعائلتها خلال موسم العطلات، إضافةً إلى كاري وهي ترتدي زي بابا نويل على سفح جبل ثلجي. يتخفى تومي موتولا -زوج كاري آنذاك- مثل سانتا كلوز، ويجلب لكاري هدية ويتركها على مزلقة حمراء. صُوّر الفيديو الثاني بالأبيض والأسود، ويصوّر كاري ترتدي أزياء الستينيات تكريمًا لفرقة رونيت، بجانب المطربين المساعدين والراقصات. صدر فيديو موسيقي ثالث من إخراج جوزيف كان سنة 2019 احتفالًا بالذكرى السنوية الخامسة والعشرين للأغنية.
قدمت كاري أغنية «أنت كل ما أريد في عيد الميلاد» خلال العديد من العروض التلفزيونية الحية والجولات طوال حياتها المهنية. أصبحت الأغنية تقليدية لعيد الميلاد وازدادت شعبيتها في كل موسم عطلة. بعد نجاح ألبومها صندوق الموسيقى عام 1993، بدأت كاري وإدارتها في تسجيلات كولومبيا بابتكار أفكار واستراتيجيات لمشاريع لاحقة. زوج كاري آنذاك، تومي موتولا، رئيس شركة سوني للترفيه والموسيقى التابعة لكولومبيا، بدأ بتحديد عمليات المتابعة المحتملة لـكاري خلال ذروة حياتها المهنية. خلال المناقشات الأولية المتعلقة بفكرة عمل ألبوم تحت عنوان عيد الميلاد مع كاري وشريكها في كتابة الأغاني لأكثر من أربع سنوات، والتر أفاناسييف، نشأ الخوف من أنه لم يكن من المناسب تجاريًا أو من الحكمة إصدار موسيقى العطلات في ذروة مهنة الفنان، إذ غالبًا ما كان مرتبطًا بنهاية مهنة الموسيقي المتضائلة.
استدعى أفاناسييف مشاعره خلال المناقشات الأولية لسجل عطلة: «في ذلك الوقت، لم يكن لديك الكثير من الفنانين بألبومات عيد الميلاد. لم يكن عملًا معروفًا على الإطلاق في ذلك الوقت، ولم يكن هناك من قام بعمل جديد كبير لأغاني الكريسماس. كان علينا أن نصدر الأغنية ونتظاهر في الوقت ذاته أن ذلك ليس حدثًا غريبًا». في النهاية، مع إصرار موتولا، بدأ كاري وأفاناسييف كتابة وتأليف الأغاني لألبومها الرئيس «ميري كريسماس»، خلال صيف 1994. بدأت كاري بتزيين المنزل الذي تشاركته لاحقًا مع موتولا شمال نيويورك -المجهز أيضًا باستوديو تسجيل شخصي- بزخارف عيد الميلاد وغيرها من الحلي المستوحاة من العطلات. إذ فعلت ذلك، شعرت كاري أنها تستطيع التقاط جوهر وروح ما كانت تغنيه وتجعل أداءها الصوتي وإحساسها أكثر إثارة وأصالة. سُجلت «أنت كل ما أريد في عيد الميلاد» في أغسطس، واستغرقت كاري وأفاناسييف خمس عشرة دقيقة للكتابة والتأليف.
في البداية، اعترف أفاناسييف أنه كان في حيرة من أمره إذ أرادت كاري أن تأخذ اللحن والمقاييس الصوتية، مع أنها كانت «مصرة» في اتجاهها للأغنية. وصف أفاناسييف نوع العلاقة التي شاركها مع كاري في الاستوديو وكتاب الأغاني عمومًا:
كنا دائمًا نتبع النهج ذاته. كنا نكتب نواة الأغنية، اللحن الأساسي للموسيقى، وبعد ذلك كانت بعض الكلمات موجودة عند الانتهاء من كتابتها. بدأت العزف على بيانو موسيقى الروك أند رول وبدات الرقصة على يدي اليسرى، وقد ألهم ذلك ماريا لابتكار نغمة «لا أريد الكثير لعيد الميلاد». وبعد ذلك بدأنا الغناء واللعب بأغنية الرقص هذه، التي ظهرت على الفور لتكون نواة لما سينتهي به الأمر: «أنت كل ما أريد في عيد الميلاد». سارت هذه الأغنية بسرعة كبيرة، كانت كتابة الأغنية أسهل من كتابة بعض الأغاني الأخرى. لقد كانت بسيطة للغاية، ولم يكن هناك الكثير من التغييرات على الأوتار. حاولت أن أجعلها أكثر تميزًا، بوضع بعض الأوتار الخاصة التي لا تسمعها كثيرًا، ما جعلها فريدة ومميزة.